# Livro Marrom

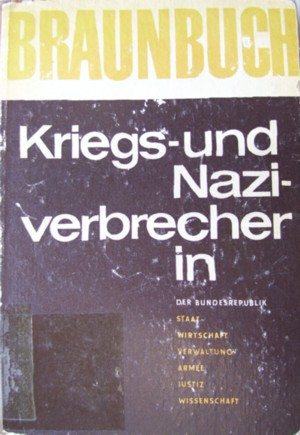
Braunbuch

Livro marrom - Guerra e criminosos nazistas na República Federal: Estado, Economia, Administração, Exército, Justiça, Ciência é um livro escrito pelo dissidente do Partido Comunista Alemão Albert Norden em 1965. Neste livro, Norden afirmou que 1.800 políticos e outros proeminentes na Alemanha Ocidental ocuparam cargos de destaque na Alemanha antes de 1945, tornaram-se ricos dentre outros acontecimentos não elencados aqui e não menos importantes.
No total, 1.800 alemães ocidentais e seu passado foram cobertos: especialmente 15 ministros e secretários de estado, 100 almirantes e generais, 828 juízes ou advogados estaduais e altos oficiais da lei, 245 funcionários do Ministério das Relações Exteriores e de embaixadas e consulados em posições de liderança, 297 altos policiais e oficiais do Verfassungsschutz . O primeiro livro marrom foi apreendido na Alemanha Ocidental - na Feira do Livro de Frankfurt - por resolução judicial. O livro se tornou uma referência da esquerda do país.
O conteúdo deste livro recebeu atenção substancial na Alemanha Ocidental e em outros países. O governo da Alemanha Ocidental afirmou, na época, que se tratava de "tudo falsificação". Mais tarde, porém, ficou claro que os dados do livro estavam em grande parte corretos. Hanns Martin Schleyer, por exemplo, realmente tinha sido um membro da SS . O livro foi traduzido para 10 idiomas. Entre as reações a ele estava também um livro semelhante da Alemanha Ocidental com o mesmo nome, abordando o tópico do ressurgimento dos nazistas em posições de alto nível na RDA.

## Veja mais
- Nazismo na Europa
- Desnazificação
- Alternativa para a Alemanha
- Atentado de 20 de Julho
- Nazismo nos Estados Unidos
- O livro marrom do incêndio do Reichstag e do terror de Hitler